# 혼구정
혼구정(本宮町)은 와카야마현 남부 히가시무로군에 설치되었던 정이다.
2005년 5월 1일에 다나베시, 나카헤치정, 히다카군 류진촌, 오토촌과 합병해 새로운 다나베시가 되었다.

## 지리
기이반도의 산중, 기이 산지의 해발 250m대보다 위에 위치한다. 취락은 250m에서 350m대로 많다. 남쪽은 오토산계와 두 개의 1,000m급 산맥으로 둘러싸여 한란의 차가 심하다.
구마노강의 마을 북동부에서 남동부를 흐르며 곳곳에 폭포를 만든다. 후루유노미네 온천, 구마노가와 지류인 오오토가와 강가와라의 가와유 온천 그리고 와타세 온천이 존재하며, 구마노 혼구 온천향으로 국민 보양 온천지로 지정되어 있다.

## 역사
- 1956년 9월 30일 - 5개의 촌이 합병해 성립하였다.
- 2005년 5월 1일 - 다나베시, 나카헤치정, 히다카군 류진촌, 오토촌과 합병해 새로운 다나베시가 성립하였다. 동일 혼구정은 폐지되었다.

## 교통

### 철도
- 서일본 여객철도 기세이 본선

### 도로
- 국도 제168호선
- 국도 제311호선 (일본)(일본어판)
- 국도 제371호선 (일본)(일본어판)